# ゾエ (東ローマ女帝)
ゾエ（ギリシア語：Ζωή, Zoë, 978年頃 - 1050年6月）は、東ローマ帝国マケドニア王朝の女帝（在位：1042年 - 1050年）。コンスタンティノス8世の次女で、妹テオドラはゾエと共に女帝の位に就いた。ゾエはロマノス3世アルギュロス、ミカエル4世およびコンスタンティノス9世モノマコスの3人と結婚し、夫らは皇帝位に就いた。たいそう美しかったといわれている。

## 生涯
神聖ローマ皇帝オットー3世と婚約していたとされるが、オットー3世は1002年に死去した。1028年、父帝によりロマノス3世アルギュロスと結婚、ロマノス3世が帝位についたが、子なくロマノス3世は1034年に入浴中の不慮の事故により死去した。その後ゾエはミカエル4世と結婚（再婚）し、夫を帝位につけたが、1041年にミカエル4世は修道院に引退し死去した。ミカエル4世とその弟で有力宦官ヨハネス・オルファノトロフォスの親族にあたるミカエル5世がミカエル4世とゾエの養子として迎えられており、帝位を継承した。しかしミカエル5世はゾエをペトリオン女子修道院に追放し権力を握ろうとしたため、翌1042年に首都コンスタンティノープルの群衆が蜂起し、ミカエル5世は目を潰され廃位され、ゾエが妹テオドラとの共同統治という形で帝位についた。しかし同年のうちにテオドラは退位、ゾエはコンスタンティノス9世モノマコスと結婚（再々婚）して夫を帝位につけた。ゾエは3度の結婚のいずれにおいても継承者をもうけることができないまま、1050年に夫コンスタンティノス9世に先立ち死去した。